# Bliss Corner
Bliss Corner statisztikai település az USA Massachusetts államában, Bristol megyében. Lakosainak száma 5480 fő (2020. április 1.).

## Népesség
A település népességének változása:

| 2010 | 5 280 |
| 2020 | 5 480 |